# Éverton Barbosa da Hora
Éverton Barbosa da Hora, conhecido como Éverton, (Recife, 2 de outubro de 1983), é um ex-futebolista brasileiro que atuava como volante.

## Carreira

### Sport Recife
Revelação do Sport no ano de 2002, Éverton ficou até o ano de 2004, quando depois seguiu para a Ponte Preta, disputando o Campeonato Brasileiro de 2005 pelo time paulista. Depois voltou para o seu clube de origem em 2006.
Éverton conquistou em 3 anos, 3 títulos do Campeonato Pernambucano. Em 2008, foi dispensado pelo clube sem maiores explicações.

### América-RN
Em 2010, fez parte do elenco do América de Natal.

### Náutico
Em 2011, assinou com o Náutico. O volante não conseguiu se firmar na equipe Alvirrubra, onde esteve na campanha do acesso à Série A de 2012.

### Fortaleza
Em dezembro de 2012, é anunciado como mais novo reforço da equipe do Fortaleza.

### Santa Cruz
Em 2014, assinou com o Santa Cruz, para a disputa da Copa do Nordeste e do Campeonato Pernambucano.

## Títulos
Sport
- Campeonato Pernambucano: 2006, 2007 e 2008
- Copa Pernambuco: 2007
- Copa do Brasil: 2008[5]

Goias
- Campeonato Goiano: 2009

Náutico
- Copa Pernambuco: 2011

Boa Esporte
- Taça Minas Gerais: 2012
- Campeonato Brasileiro - Série C: 2016